# راکشی
راکشی (به مجاری:  Ráksi) یک منطقهٔ مسکونی در مجارستان است که در ناحیه کاپوشوار واقع شده‌است. راکشی ۱۵٫۱۷ کیلومتر مربع مساحت و ۴۱۹ نفر جمعیت دارد.